# Bruce Ames

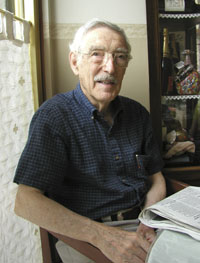
Bruce Ames.

Bruce Nathan Ames, född 16 december 1928 i New York, död 5 oktober 2024 i Berkeley, Kalifornien, var en amerikansk biokemist och molekylärbiolog.
Ames studerade vid Cornell University 1946–1950 med kemi som huvudämne och doktorerade sedan i biokemi vid California Institute of Technology 1950–1953. Han var professor i biokemi och molekylärbiologi vid University of California, Berkeley sedan 1968. Hans forskning har gällt cancer och åldrande. Han är upphovsman till Ames test, ett test för att påvisa om ämnen har mutagena egenskaper.
Han var ledamot av American Academy of Arts and Sciences sedan 1970, National Academy of Sciences sedan 1972, och av American Association for the Advancement of Science sedan 1980. Ames var utländsk ledamot av Kungliga Vetenskapsakademien sedan 1989.